# ナーラーヤンガーオン

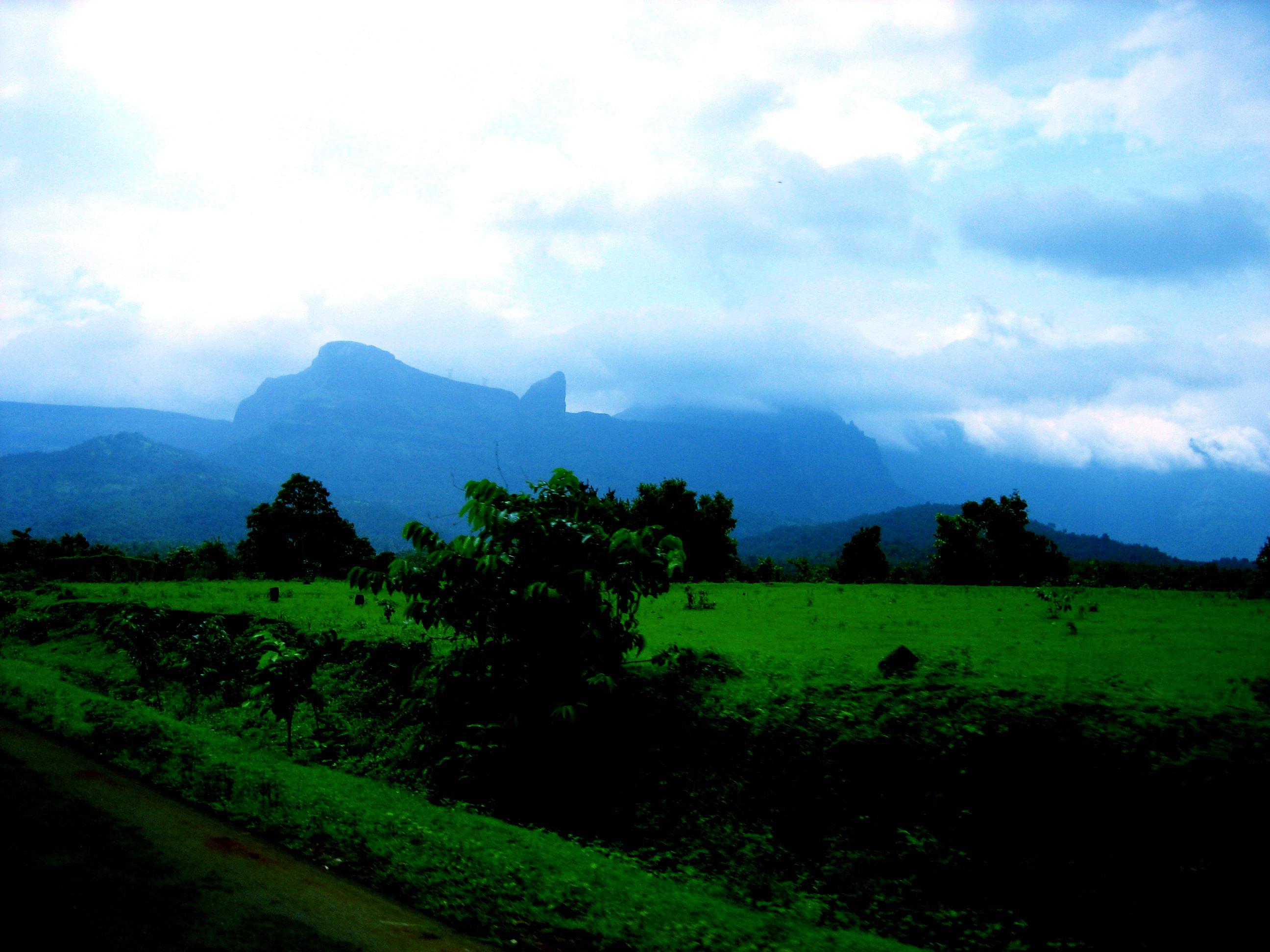
ナーラーヤンガーオンの平原

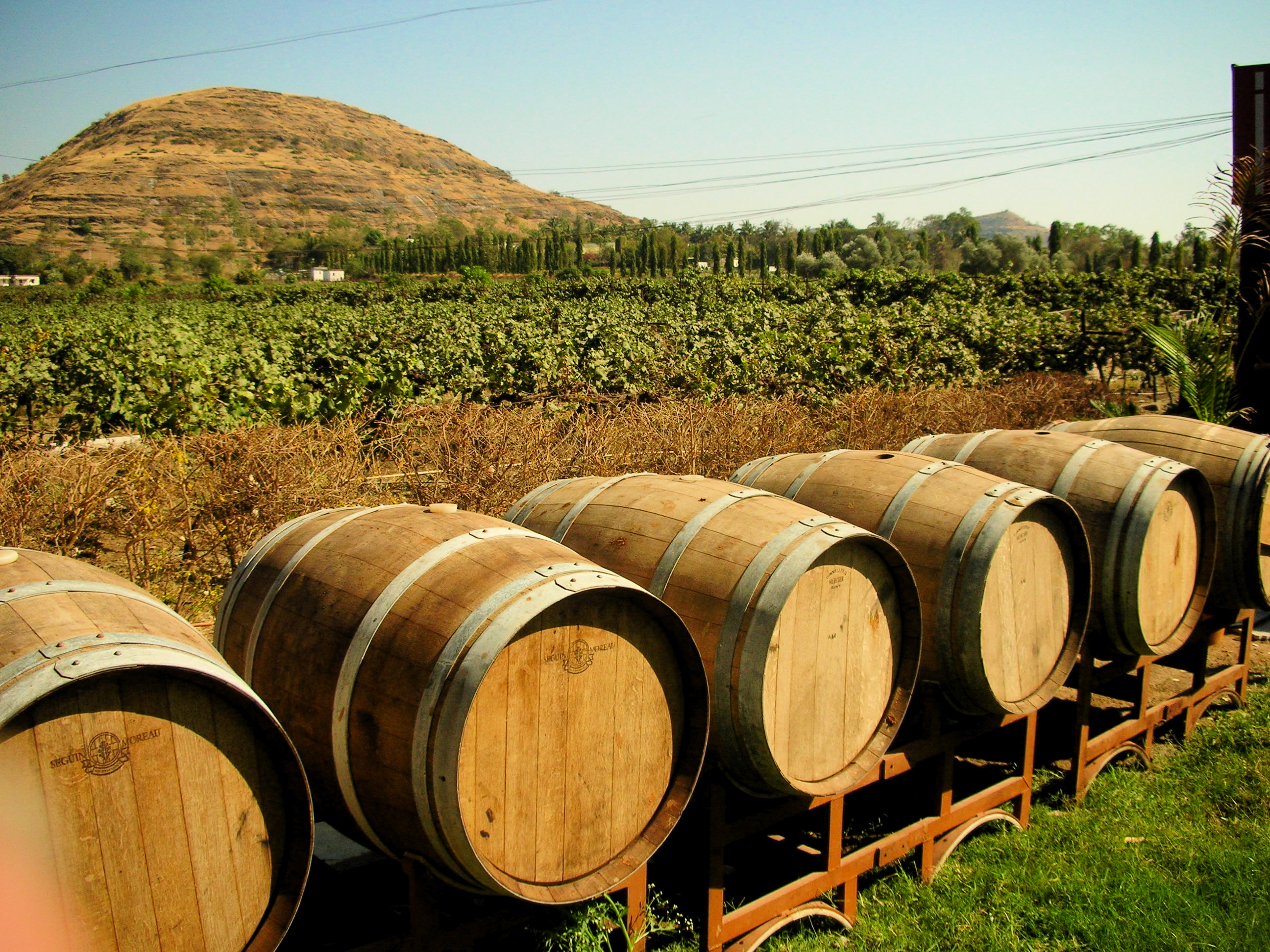
葡萄酒のタル。この地はブドウの産地でもある。

ナーラーヤンガーオン（マラーティー語：नारायणगाव、英語：Narayangaon）は、インドのマハーラーシュトラ州、プネー県の都市。
この都市から16キロ西にシヴァージーの生地シヴネーリーがある。

## 施設
- 巨大メートル波電波望遠鏡